# Sébastien Lecornu

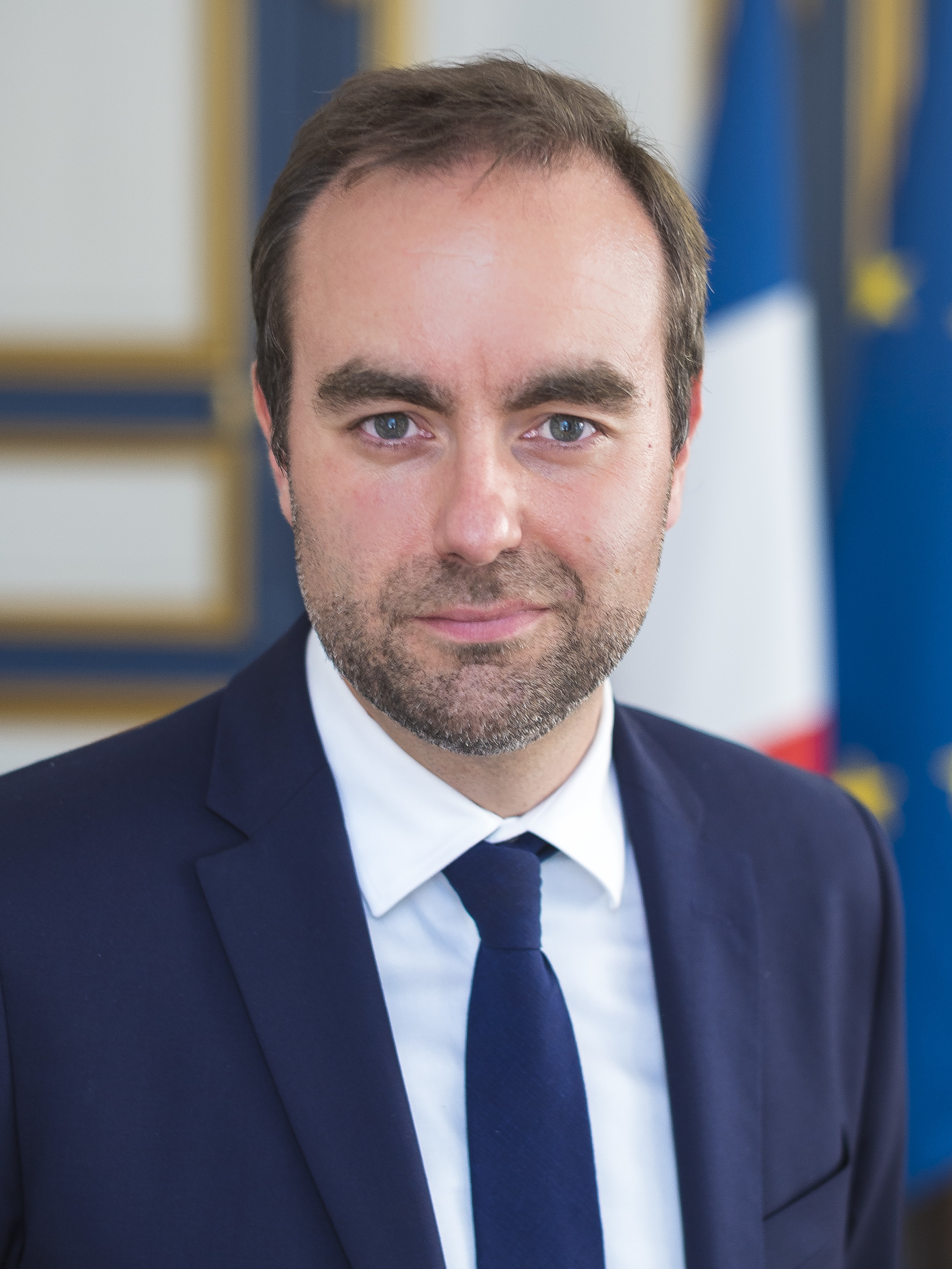
Sébastien Lecornu (2020)

Sébastien Lecornu (* 11. Juni 1986 in Eaubonne, Département Val-d’Oise) ist ein französischer Politiker (Renaissance). Er ist seit Mai 2022 Verteidigungsminister Frankreichs. Zuvor war er ab 2020 Minister für die Überseegebiete.

## Werdegang
Lecornu erwarb einen Masterabschluss in öffentlichem Recht an der Universität Panthéon-Assas in Paris.
2008 wurde er Berater beim Staatssekretär für europäische Angelegenheiten Bruno Le Maire. Diesem folgte er von 2009 bis 2012 nach dessen Ernennung zum Landwirtschaftsminister weiterhin als Berater.
2013 bis 2014 war Lecornu nationaler Sekretär (d. h. Vorstandsmitglied) der Partei Union pour un mouvement populaire („Union für eine Volksbewegung“), später umbenannt in Les Républicains („Die Republikaner“). Von 2014 bis 2015 war Lecornu Bürgermeister der Stadt Vernon. Von 2015 bis 2017 war er und seit 2021 ist er erneut Präsident des Départementrats von Eure.
Nach der Wahl Emmanuel Macrons zum Staatspräsidenten ernannte dieser Lecornu im Juni 2017 zum Staatssekretär beim Minister für den ökologischen und solidarischen Übergang (Nicolas Hulot, später François de Rugy). Daraufhin wurde er im Oktober 2017 neben anderen Regierungsmitgliedern seiner Partei, so auch Premierminister Édouard Philippe, aus der republikanischen Partei ausgeschlossen. Er trat daraufhin Macrons Partei La République en Marche bei. Am 16. Oktober 2018 wurde Lecornu auf Vorschlag Philippes zum beigeordneten Minister für die Gebietskörperschaften bei der Ministerin für den territorialen Zusammenhalt und die Beziehungen zu den Gebietskörperschaften (Jacqueline Gourault) ernannt.
Im Kabinett Castex (ab Juli 2020) wurde er dann zum Minister für die Überseegebiete befördert. Lecornu wurde im September 2020 als Vertreter des Départements Eure in den französischen Senat gewählt, verzichtete aber auf das Mandat, um weiter der Regierung anzugehören. Nach Macrons Wiederwahl ernannte er Lecornu im Mai 2022 zum Verteidigungsminister (ministre des Armées) im Kabinett Borne. Dieses Amt hatte er auch in den darauffolgenden Kabinetten Attal, Barnier sowie Bayrou inne.
Sébastien Lecornu wurde 2024 mit dem Großen Bundesverdienstkreuz mit Stern und Schulterband ausgezeichnet.